# Kryoelektronentomographie
Die Kryoelektronentomographie (v. griech. κρύος Frost, Eis, τομή „Schnitt“ und γράφειν „schreiben“) ist ein bildgebendes Verfahren zur dreidimensionalen Darstellung feinster Strukturen.
Sie wird insbesondere  bei der Erforschung von Zellstrukturen in der Biologie und Medizin eingesetzt. Der Zellaufbau kann dabei ohne eine Veränderung der Struktur durch chemische Vorbehandlung, Anfärben oder Dünnschnitte direkt betrachtet werden. Zur Aufnahme der Tomogramme wird ein Kryoelektronenmikroskop benutzt, welches mehrere Millionen Euro kostet.

## Funktionsweise
Zunächst wird das Objekt durch den Einsatz von flüssigem Stickstoff oder Helium auf bis zu vier Kelvin abgekühlt. Das blitzartige Einfrieren erhält dabei die räumliche Struktur aller Zellbestandteile. Gleichzeitig wird vermieden, dass die Zellen bei der anschließenden Untersuchung im Vakuum eines Elektronenmikroskopes platzen. Ein Vakuum ist erforderlich, da Elektronenstrahlen durch Gasmoleküle oder Staubteilchen abgelenkt werden.
Nach Fixierung der Probe im Elektronenmikroskop werden mit einer hochauflösenden Kamera zweidimensionale Bilder des Objektes von vielen unterschiedlichen Kippwinkeln der Probe aufgenommen. Dabei kommen üblicherweise CMOS-Kameras zum Einsatz, da diese eine wesentlich höhere Elektronensensibilität aufweisen gegenüber traditionellen CCD-Sensoren. Zur Kontrastverbesserung können Phasenplatten oder ein Energiefilter noch zusätzlich benutzt werden.
Für die spätere Darstellung der Zellstrukturen im Raum werden möglichst viele Einzelbilder benötigt. Damit erhöht sich jedoch gleichzeitig die Bestrahlungsdauer. Um ein Schmelzen oder Kristallisieren des Eises zu verhindern, wird mit möglichst geringen Beleuchtungsstärken gearbeitet. Eine computergestützte Steuerung dieser Parameter soll das Verderben der Probe vor Abschluss der Untersuchungen verhindern.
Mit Hilfe einer speziellen Software werden die gewonnenen Serienaufnahmen später in ein dreidimensionales Bild umgewandelt.

## Geschichte
Die Kryoelektronentomographie wurde ab 1987 durch eine Forschergruppe um einen der Direktoren des Max-Planck-Institutes für Biochemie in Martinsried bei München, Wolfgang Baumeister, entwickelt. Dabei war zunächst unklar, ob Zellbestandteile in einer Größe von wenigen Nanometern dreidimensional darstellbar sind. Bei intensiven Vorarbeiten mit Proteinen, deren Struktur bekannt war, wurden sowohl Aufnahmetechnik als auch die Bildanalyse optimiert und automatisiert.
Ab 2002 konnten mit dieser Technik neue Erkenntnisse über die Kommunikation und Wechselwirkung von verschiedenen Molekülkomplexen und Zellorganellen im Inneren einer Zelle gewonnen werden. Wolfgang Baumeister wurde für die Entwicklung der Kryoelektronentomographie 2006 mit dem Ernst Schering Preis ausgezeichnet. 2007 gelang mit Hilfe der Kryoelektronentomographie erstmals die Untersuchung eines kompletten einzelligen Lebewesens mit Zellkern und Zellmembran.

## Anwendung
Mit der Kryoelektronentomographie können intakte Zellstrukturen auf molekularer Ebene untersucht werden. Sie bietet durch die höhere Auflösung weitaus tiefere Einblicke in den Zellaufbau als die herkömmliche Lichtmikroskopie. Ziel der Forschung Baumeisters ist „das komplexe Modell der gesamten Zelle zu beschreiben, nicht nur die Funktionen einzelner Moleküle und Organellen, wie es bisher möglich war, sondern der gesamten Zellstrukturen“.
Gegenwärtig führt das Verfahren zu einer Vielzahl neuer Entdeckungen in der Zell-, Neuro- und Infektionsbiologie, so z. B. die Darstellung unbekannter Strukturen im Zellskelett von Malariaerregern.